# 1413

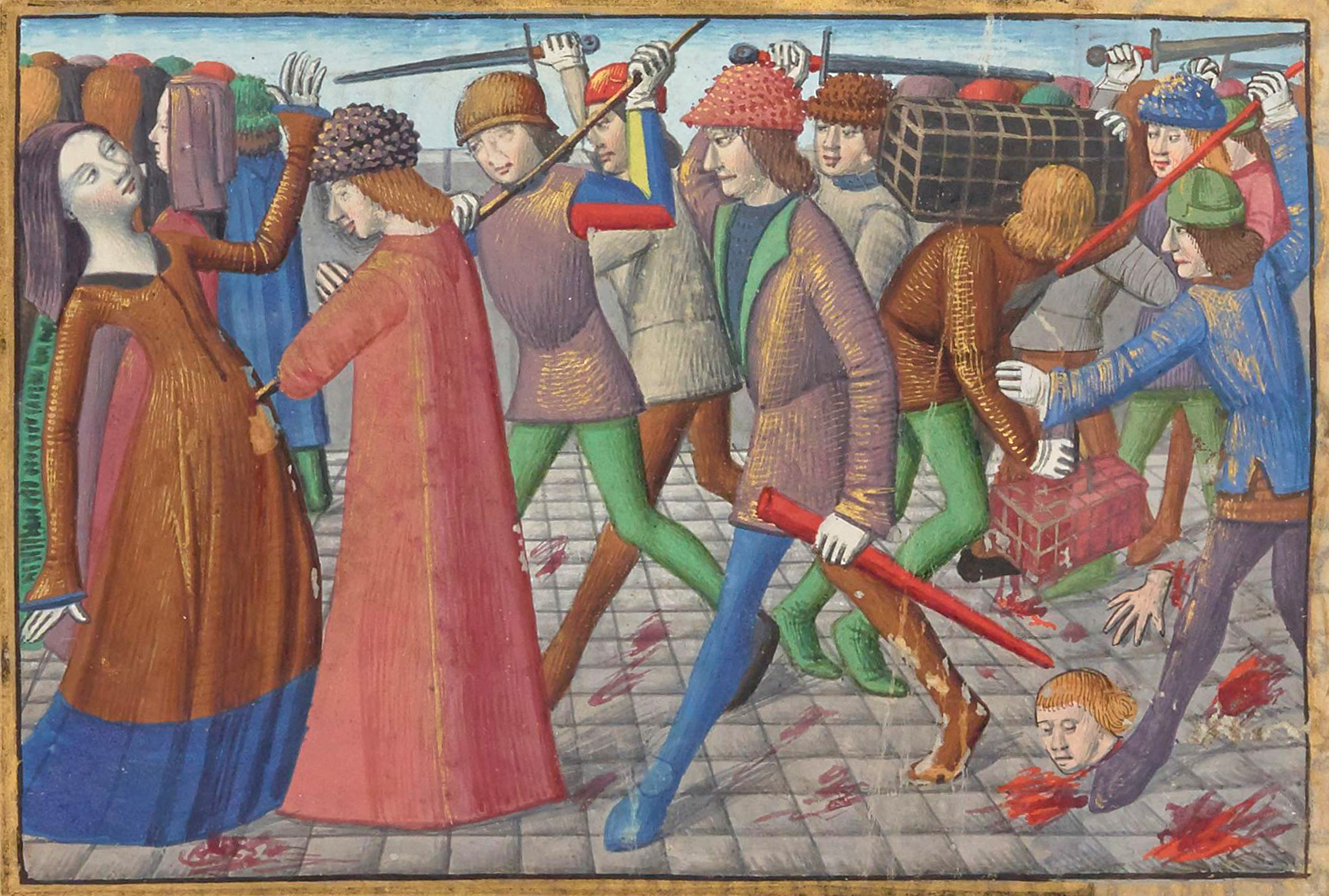
Opstand van de Cabochiens

Het jaar 1413 is het 13e jaar in de 15e eeuw volgens de christelijke jaartelling.

## Gebeurtenissen
maart
- 27 - Reinoud IV van Gelre verleent stadsrechten aan Nijkerk.

april
- 9 - kroning van koning Hendrik V van Engeland

augustus
- 24 - De graaf van Holland, Willem VI, geeft toestemming aan het Hoogheemraadschap Rijnland om  een afwateringskanaal naar het IJ te graven: de Kostverlorenvaart.

oktober
- 2 - Unie van Horodło: De unie van Polen en Litouwen wordt gewijzigd en bevestigd.

zonder datum
- Mehmet I grijpt de macht in het Ottomaanse Rijk, waarmee het Ottomaanse Interregnum van 10 jaar beëindigd wordt.
- De Ming dwingen de Vietnamese Latere Tran-dynastie tot overgave.
- Opstand van de Cabochiens: De bevolking van Parijs komt in opstand tegen de Armagnacs, gesteund door Jan zonder Vrees van Bourgondië. De opstand komt tot een einde in het Verdrag van Pontoise.
- In Oost-Friesland breekt de Grote Friese Oorlog uit. Keno II tom Brok verdrijft Hisko Abdena uit Emden; deze vlucht naar Groningen.
- Jacobus II van Urgell komt in opstand tegen koning Ferdinand I van Aragon. Hij wordt verslagen, en zijn bezittingen, waaronder graafschap Urgell vervallen aan de staat.
- De Universiteit van St. Andrews wordt officieel opgericht.
- Stavoren werpt als laatste Friese stad het gezag van de graaf van Holland af.
- oudst bekende vermelding: Trollhättan

## Kunst en literatuur
- Lieven van den Clite (toegeschreven): Het laatste oordeel
- Jacob van Oestvoren: De blauwe schuit (jaartal bij benadering)

## Opvolging
- Augsburg - Everhard II van Kirchberg opgevolgd door Frederik van Grafeneck
- Beieren-Ingolstadt - Stefanus III opgevolgd door zijn zoon Lodewijk VII
- Generatlitat de Catalunya - Alfons van Tous opgevolgd door Marc van Vilalba
- Engeland - Hendrik IV opgevolgd door zijn zoon Hendrik V
- Hessen - Herman II opgevolgd door zijn zoon Lodewijk I
- Ottomaanse Rijk - Mehmet I in opvolging van Bayezid I na een interregnum
- Stettin - Swantibor I opgevolgd door Otto II en Casimir V
- Venetië (doge) - Michele Sten opgevolgd door Tommaso Mocenigo

## Afbeeldingen

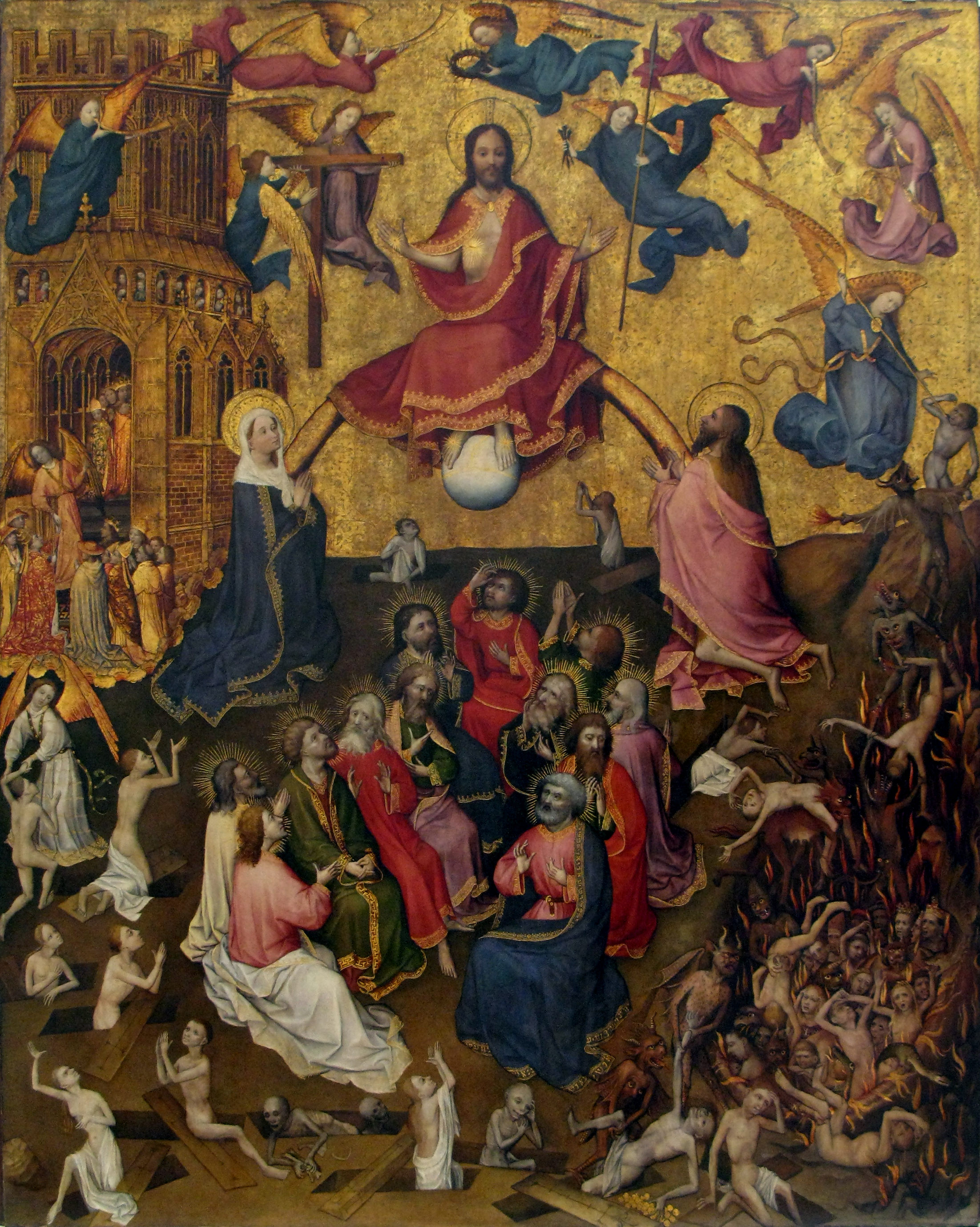
Het laatste oordeel
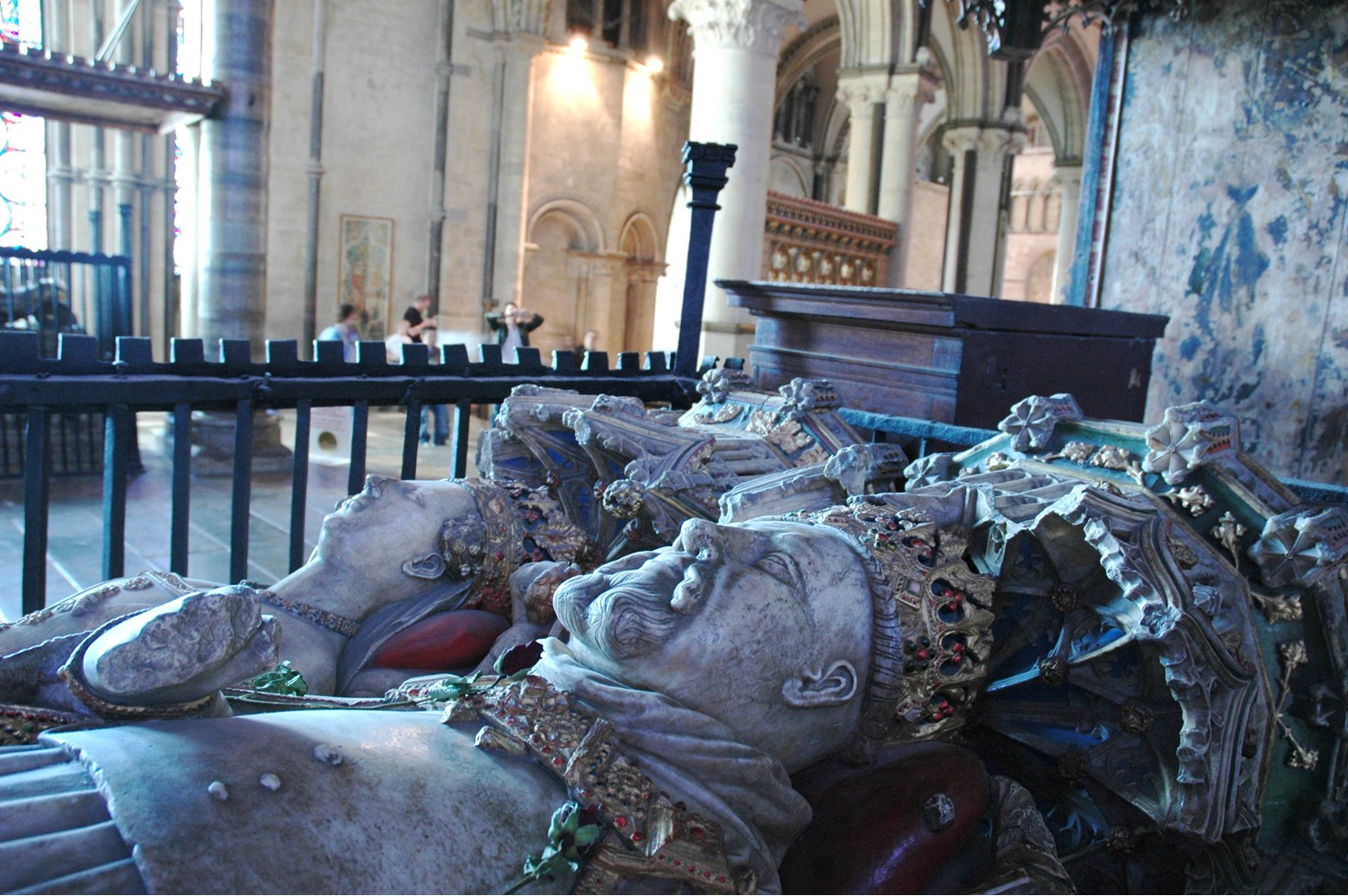
graftombe van Hendrik IV

## Geboren
- 21 februari - Lodewijk, hertog van Savoye (1439-1465)
- 24 april - Johan IV, markgraaf van Monferrato (1445-1464)
- 8 september - Catharina van Bologna, Italiaans kloosterlinge
- 19 november - Frederik II, keurvorst van Brandenburg (1440-1470)
- Borso d'Este, markgraaf van Ferrara (1450-1471)
- Ulrich V van Württemberg, Duits edelman
- Joanot Martorell, Aragonees schrijver (jaartal bij benadering)
- Vachtang IV, koning van Georgië (1443-1446) (jaartal bij benadering)

## Overleden
- 7 januari - Hector Visconti (66), Italiaans edelman en soldaat
- 20 maart - Hendrik IV (45), koning van Engeland (1399-1413)
- 24 mei - Herman II (~71), landgraaf van Hessen (1367-1413)
- 2 september - Elisabeth van Bronckhorst (~73), Gelders edelvrouw
- 25 september - Stefanus III van Beieren (~74), Duits edelman
- 18 december - Elisabeth van Nassau-Hadamar, Duits abdis-vorstin
- Brunstijn van Herwijnen (~73), Hollands staatsman
- Jan van Foreest, Hollands staatsman